# Bellator 31
 Bellator XXXI  foi um evento de MMA organizado pelo Bellator Fighting Championships, ocorrido no dia 14 de outubro de 2010 no Kansas City Power & Light District em Kansas City, Missouri.  O card contou com lutas do torneio da Quarta Temporada do Bellator. O evento foi transmitido ao vivo na Fox Sports Net e suas afiliadas regionais.

## Background
Foi anunciado que Ricco Rodriguez e Dave Herman se enfrentariam nesse evento, mas a luta foi cancelada devido a uma lesão no joelho de Rodriguez.  Michal Kita foi seu substituto. 